# Joachim Ier de Constantinople
Joachim Ier de Constantinople (en grec : Ιωακείμ Α΄) fut deux fois patriarche de Constantinople en alternance avec son prédécesseur et son successeur :
- de l'automne 1498 probablement au printemps 1502 ;
- de début 1504 à l'automne 1504[1].

## Biographie
Joachim, métropolite de Dráma en Thrace est substitué à Niphon II. Le Sultan Bajazet II l'exile trois ans plus tard ans pour avoir fait édifier une église sans autorisation.
Après l'expulsion de Pacôme Ier, il est rétabli après que ses amis ont versé un  « don » de 3 500 florins au Sultan. Le prince de Valachie Radu IV cel Mare et le prince de Moldavie Bogdan III cel Orb refusent de le reconnaitre dans de telles conditions. De retour de Géorgie où il était allé aussi plaider sa cause, il serait mort de chagrin sur le chemin du retour à Targoviste le 8 mai 1504. Il est inhumé dans le monastère de Dealu sous le nom de « Kir Ioanichie ».